# T65/66次列车
T65/66次“江南明珠号”列车是中国铁路运行于首都北京至江苏省会南京之间的一对夕发朝至特快旅客列车，自1975年起开行，2019年1月5日停运，由上海铁路局南京客运段宁京车队负责客运任务，是南京始发的第一趟进京列车。列车使用25K型客车，沿京沪铁路运行，途经北京、天津、河北、山东、安徽和江苏四省兩市，全程1162千米。其中北京站至南京站运行10小时56分，使用车次为T65次；南京站至北京站运行11小时45分，使用车次为T66次。列车自开行以来先后被评为全国“文明单位”、“青年文明号”等殊荣，并连续20年被铁道部授予“红旗列车”称号。

## 历史

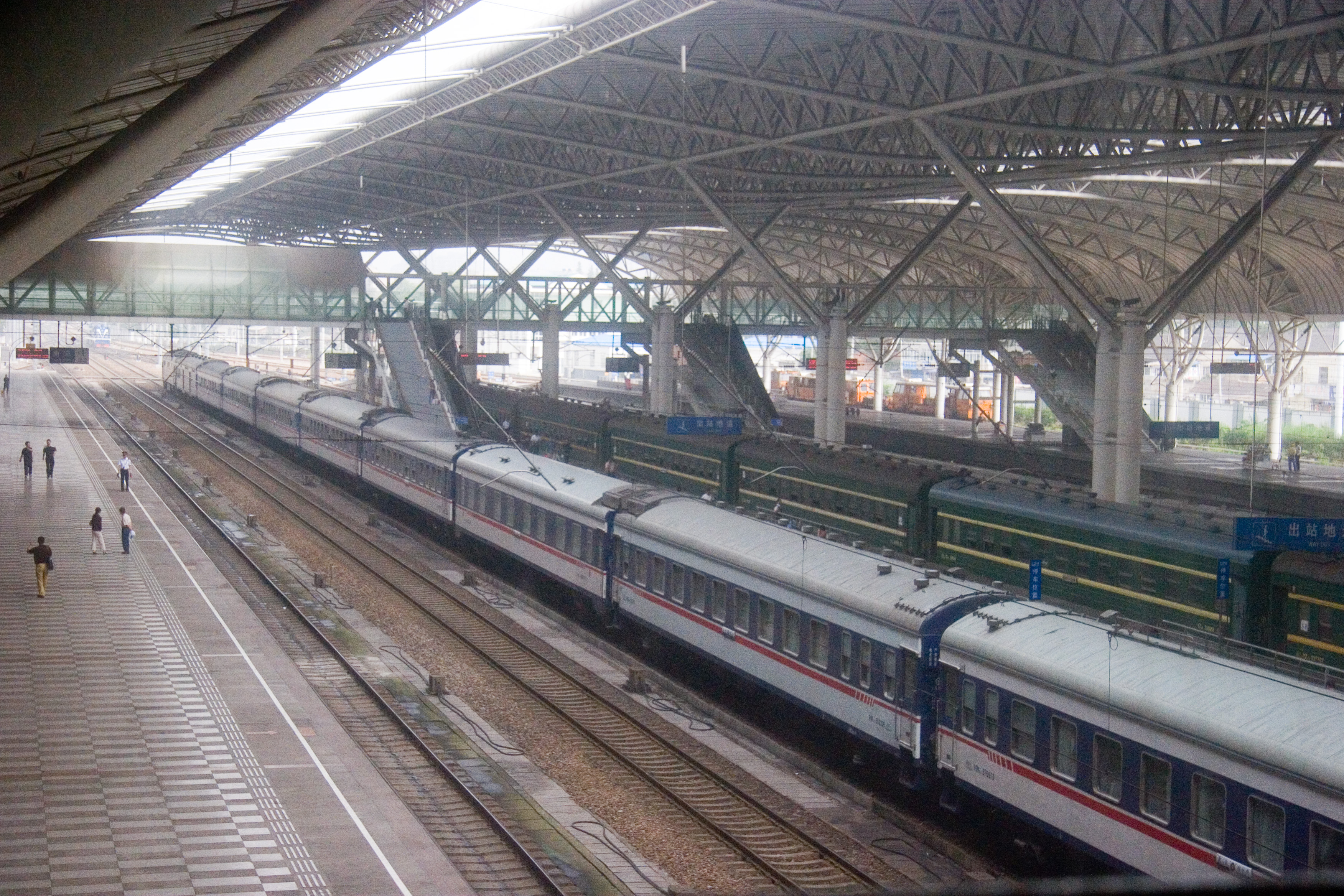
T65次列车于南京站待发，2007年

文化大革命期间，邓小平于1975年1月进入中央高层领导核心、主持国务院日常工作后，开始整顿铁路问题，并进行了自1949年以来最大规模的一次调图；在这次调整中，增开了北京至南京西的125/126次直快旅客列车，自1975年9月21日起开行，当时全程运行时间超过20小时。1987年4月1日起，铁路调整了运行图，125/126次直快列车升级为特快旅客列车，车次改为65/66次。
1987年2月25日，列车被江苏省人民政府命名为“紫金号”列车，是长三角地区第一列由省级政府命名的列车。
1997年4月1日，中国铁路实施第一次大面积大提速，65/66次列车调整为快速列车，车次改为K65/66次。2000年10月18日，该车被命名为“江南明珠号”:333；同年10月21日实行的中国铁路第三次大提速实施，对全国旅客列车车次进行了大范围调整，K65/66次列车调整为特快列车，车次改为T65/66次。
2009年7月1日，列车的始发终到站由南京西站改为南京站。
2019年1月5日，T65/66次列車停运，原車次得以留空。当日有不少铁路爱好者和铁路职工前往南京站送别最后一班T65次列车，列车于南京西站入库后，宁京车队职工代表为最后一趟值乘班组送上鲜花。同月23日起，铁路部门新开行北京南-南京D715/716次列車。
2025年1月5日，南京客运段担当新开行南京南-北京南G66/65次高速动车组旅客列车，为时速350公里标杆列车，被认为是T65/66次列车的延续。

## 列车编组

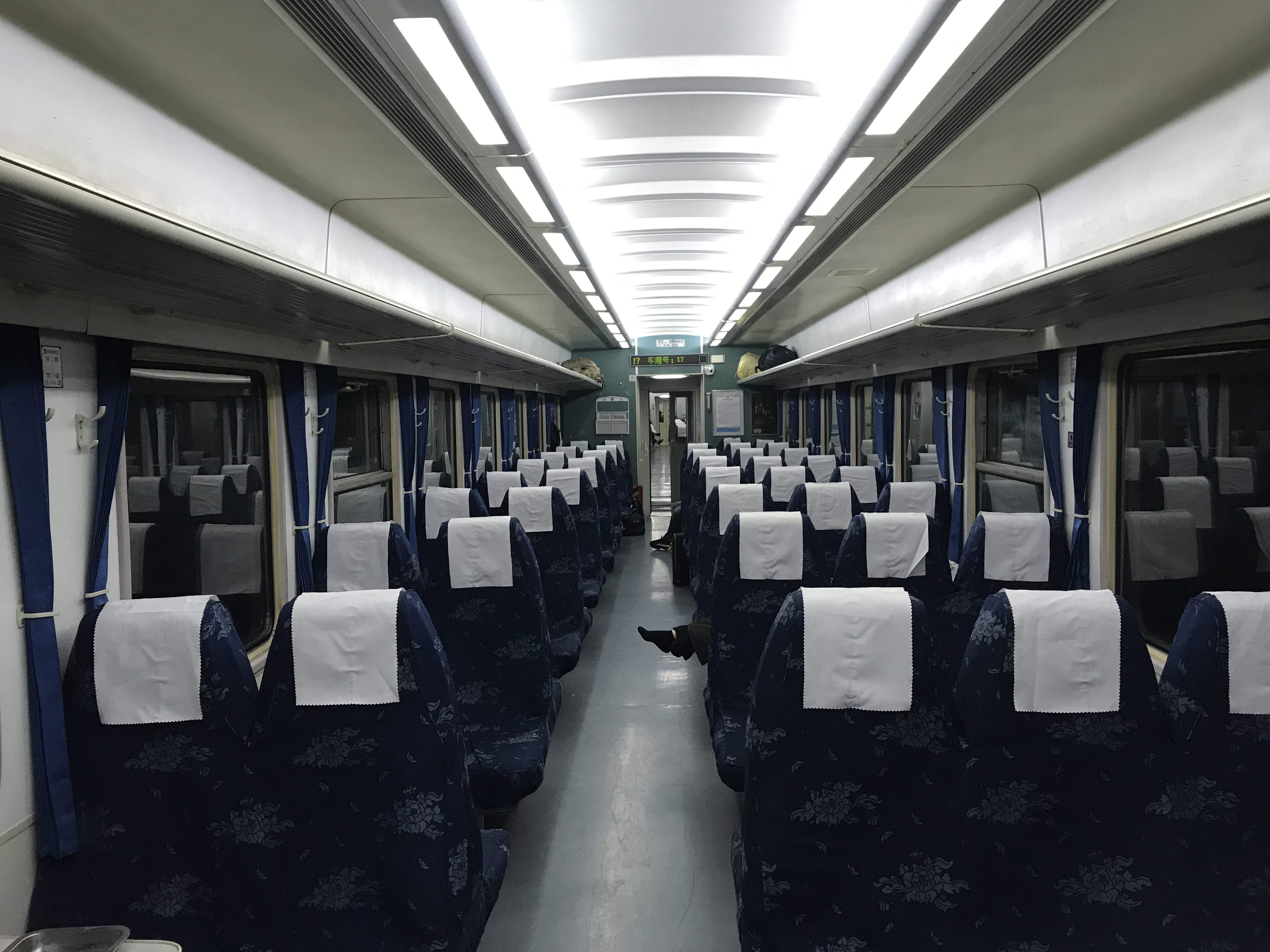
列车硬座内部

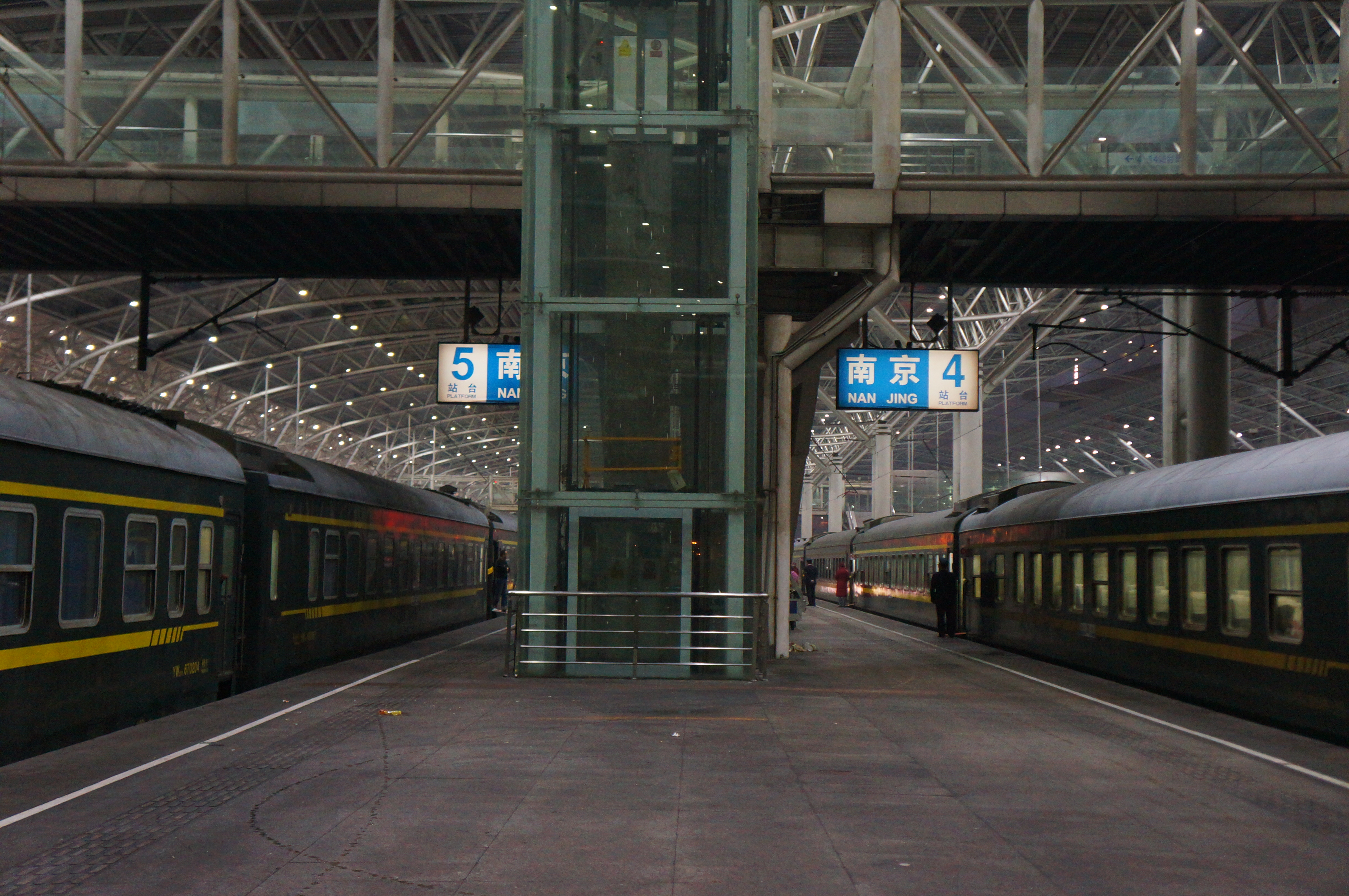
T110次与T66次列车（右）停靠南京站站台

T65/66次列车曾两次更换客车车体。1994年10月18日之前，使用的是中国铁路22型客车车体，并由1985年开始在软卧车上加装空调；1994年10月18日换成了中国铁路25G型客车，时速倍增达到120公里，并配备空调装置:290。1998年10月1日，列车再次更型提速，换成了时速160公里的中国铁路25K型客车。2014年年底，该车车厢披上军绿色涂装并使用至停运。
车厢内部装潢由专业公司设计，从床单、枕巾到窗帘皆按江南特色布置；车厢过道两壁悬挂有漆画、剪纸等具有吴越文化韵味的物品；此外，车上还免费提供《人民日报》、《人民铁道》等8种报章杂志供旅客沿途阅读。该列车车体同时与往返于北京至秦皇岛的T5687/5688次列车套跑，具体执行为南京开T66次至北京 - T5687次至秦皇岛 - T5688次至北京 - T65至南京。
列车值乘任务由南京客运段宁京车队担当，下设4个包乘组，共有职工140人，除餐车外，乘务员均为女性，平均年龄23岁。车队着装借鉴了航空特色，为每位乘务员量身订做了四套弧型立领紫罗兰套装，配上紫、红、黄三色丝巾和紫色贝雷帽。同时，车队对乘务员服饰化装进行了严格要求，从髮色、发型、发髻、发夹、头花、口红、丝袜和皮鞋进行统一规定，并购置了同色的拖包。包乘组曾在2005年获评“全国文明单位”；2006年荣获路局五一劳动奖状、十大优良服务品牌、先进党支部；2007年又获得全路先进女职工组织，路局文明服务示范列车等称号，是南京至北京间的“王牌车队”。许多南京客运段的乘务员在值乘动车前都会到该车实习“锻炼”。
| 车厢编号 | 1            | 2                | 3-11         | 12           | 13         | 14-17        | 18           |
| 车型     | UZ25K 邮政车 | KD25K 空调发电车 | YW25K 硬卧车 | RW25K 软卧车 | CA25K 餐车 | YZ25K 硬座车 | XL25K 行李车 |

## 机车交路

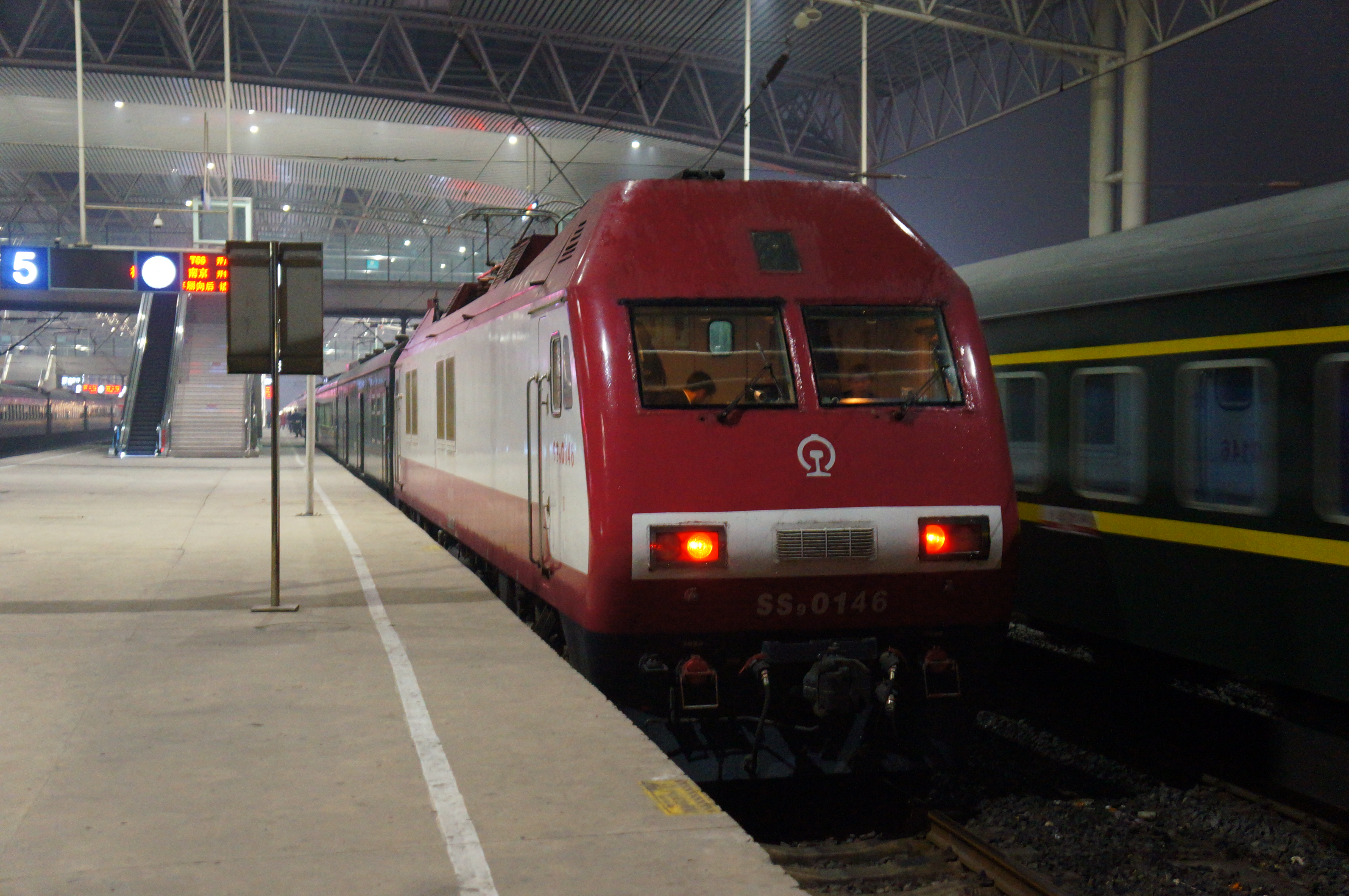
配属北京机务段的韶山9G型电力机车第0146号牵引T66次列车于蚌埠站

T65/66次列车运行全程采用配属北京铁路局北京机务段的韶山9G型电力机车牵引。
| 车站区段               | 北京 ↔ 南京（T65/6次）                            | 北京 ↔ 秦皇岛（T5687/8次）            |
| 本务机车 配属 司机更替 | 韶山9G型电力机车 京局京段 北京/徐州司机在徐州轮乘 | 东风11Z型柴油机车 铁总专运处 北京司机 |

## 事故
2004年2月23日早晨6时40分，由北京开往南京的T65次列车自上海铁路辖下的管店站开出后不久，牵引机车的增压器突发故障，造成列车排烟系统不畅，致使部分油烟进入紧靠牵引机车的2号车厢，3号﹑4号车厢也稍有影响。列车司机发现情况后，立即对故障进行了处理，将情况汇报至蚌埠铁路分局和南京铁路分局有关部门。列车后根据调度指挥在前方三界站实行了停车。并停运两个多小时，期间车站调动另一列车前来增援，将原牵引机车换接，至9时30分列车才从三界站开出。10时03分，列车安全到达南京站。事故致使24名乘客因吸入了大量油烟而被送往医院接受身体检查和治疗。

## 时刻表
- 数据截至2017年4月16日。

| T65次 | T65次 | T65次 | T65次 | 停靠站 | T66次 | T66次 | T66次 | T66次 |
| 里程  | 天数  | 到点  | 开点  | 停靠站 | 到点  | 开点  | 天数  | 里程  |
| ----- | ----- | ----- | ----- | ------ | ----- | ----- | ----- | ----- |
| 0     | 当天  | —     | 21:34 | 北京   | 09:52 | —     | 次日  | 1162  |
| —     | 当天  | ↓     | ↓     | 沧州   | 07:15 | 07:17 | 次日  | 898   |
| —     | 次日  | ↓     | ↓     | 德州   | 06:18 | 06:21 | 次日  | 785   |
| 814   | 次日  | 04:52 | 04:58 | 徐州   | 01:51 | 02:00 | 次日  | 348   |
| 978   | 次日  | 06:40 | 06:48 | 蚌埠   | 00:08 | 00:21 | 次日  | 184   |
| 1162  | 次日  | 08:30 | —     | 南京   | —     | 22:07 | 当天  | 0     |

### 车底套跑时刻
- 数据截至2017年4月16日。

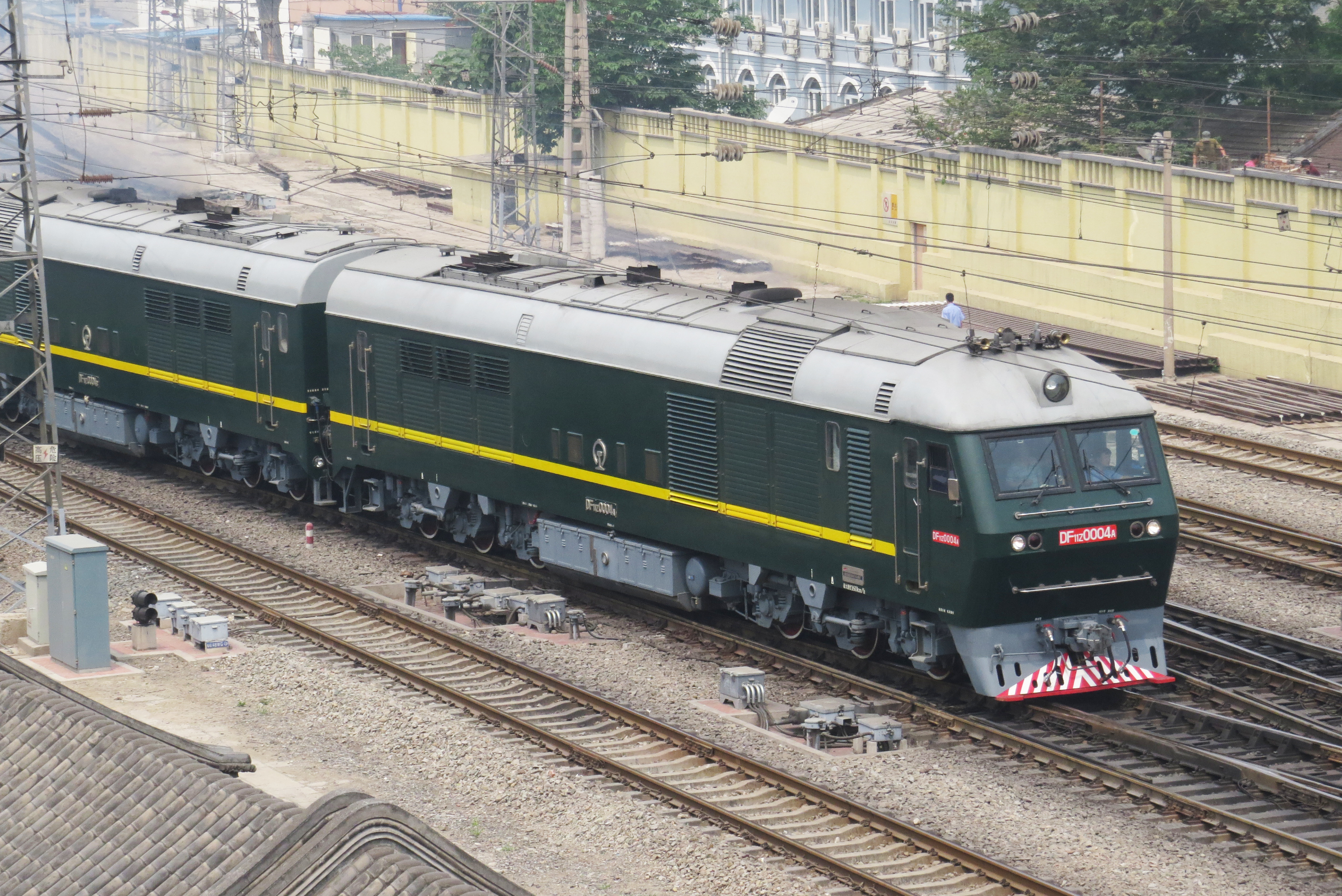
东风11Z型0004号机车牵引T5687次驶出北京站

T65/66次列车的车底目前通过套跑T5687/5688次的方式外放至秦皇岛站，京秦段有时由东风11Z型柴油机车牵引。下表只显示车底的运行情况，但乘客并不能乘坐此列车由南京站直通秦皇岛站。事实上，由南京站前往秦皇岛站的列车多于10班且均经过天津站。
| T66/5687次 | T66/5687次 | T66/5687次 | T66/5687次 | T66/5687次 | 停靠站 | T5688/65次 | T5688/65次 | T5688/65次 | T5688/65次 | T5688/65次 |
| 车次       | 里程       | 天数       | 到点       | 开点       | 停靠站 | 到点       | 开点       | 天数       | 里程       | 车次       |
| ---------- | ---------- | ---------- | ---------- | ---------- | ------ | ---------- | ---------- | ---------- | ---------- | ---------- |
| T66        | 0          | 当天       | —          | 22:07      | 南京   | 08:30      | —          | 第二天     | 1461       | T65        |
| T66        | 184        | 第二天     | 00:08      | 00:21      | 蚌埠   | 06:40      | 06:48      | 第二天     | 1277       | T65        |
| T66        | 348        | 第二天     | 01:51      | 02:00      | 徐州   | 04:52      | 04:58      | 第二天     | 1113       | T65        |
| T66        | 785        | 第二天     | 06:18      | 06:21      | 德州   | ↑          | ↑          | 第二天     | —          | T65        |
| T66        | 898        | 第二天     | 07:15      | 07:17      | 沧州   | ↑          | ↑          | 当天       | —          | T65        |
| T5687      | 1162       | 第二天     | 09:52      | 11:01      | 北京   | 20:40      | 21:34      | 当天       | 299        | T65        |
| T5687      | —          | 第二天     | ↓          | ↓          | 燕郊   | 19:43      | 20:06      | 当天       | 263        | T5688      |
| T5687      | —          | 第二天     | ↓          | ↓          | 三河縣 | 19:16      | 19:26      | 当天       | 240        | T5688      |
| T5687      | —          | 第二天     | ↓          | ↓          | 玉田縣 | 18:36      | 18:46      | 当天       | 182        | T5688      |
| T5687      | 1313       | 第二天     | 12:25      | 12:28      | 唐山北 | 18:14      | 18:17      | 当天       | 148        | T5688      |
| T5687      | 1370       | 第二天     | 13:00      | 13:02      | 滦县   | 17:36      | 17:38      | 当天       | 91         | T5688      |
| T5687      | 1411       | 第二天     | 13:24      | 13:26      | 昌黎   | 17:07      | 17:09      | 当天       | 50         | T5688      |
| T5687      | 1439       | 第二天     | 13:44      | 13:46      | 北戴河 | 16:46      | 16:49      | 当天       | 22         | T5688      |
| T5687      | 1461       | 第二天     | 14:04      | —          | 秦皇岛 | —          | 16:28      | 当天       | 0          | T5688      |

2019年1月5日，T65/66停运后，调整T5687/5688 北京-秦皇岛（原T65/66套跑）改由Z117/118次列车套跑。